# Элисет ап Теудур
Элисед ап Теудур (валл. Elisedd ap Tewdwr; ок. 810 — ум.881 или 885) — король Брихейниога (840—885).

## Биография
Элисед был сыном короля Брихейниога Теудура ап Грифида, возможно родился около 830 года. В 840 году он сам стал королём Брихейниога, унаследовав престол от своего отца.
Согласно «Анналам Камбрии» и «Хронике Принцев» в 848 году произошла битва при Финаннте между Элиседом и королём Гвента Ителом, в которой Ител погиб. Это вызвало в дальнейшем вражду по отношению к Брихейниогу, со стороны Хивела, правителя Гливисинга. Гибель Итела была вызвана предательством мужчин из Брихейниога. Деяние было настолько печально известным, что измена Брихейниогцев стала пословицей в средневековом Уэльсе.
В 850-е годы Хивел вступает в конфликт с Элиседом по районам Истрада Иу (Крикхоуэлл, теперь на юге Поуиса, но, по-видимому, внутри границы Брихейниога в IX веке) и остаток Эвиаса (прилегающий к Истрад-Иу, Гвент преуспел в Эвиасе до его последующего разделения на Эргинг, а затем и присоединения к Мерсии к IX веку). Территории на которые претендовал Хивел, якобы законное владение Гливисинга (хотя требование кажется сомнительным, так как только его восточный сосед Гвент может претендовать на реальные требования Эвиаса, но кровные узы Хивела с правителями Гвента не могут препятствовать этому). Брихейниог уже передал претензии по этим землям к Каделлу, королю Южного Уэльса (вероятно, Каделлу из Сейсиллуга, который также владеет Биэллтом), поэтому Хивел вынужден был отказаться от своего права на них и должен установить границу своего королевства в Истрад Иу. Именно здесь были подняты граничные камни, и был построен город и замок Cerrig Hywel. Это образует границу между Хивелом и Каделлом во время его жизни.
Элисед постоянно подвергался нападениям Родри Великого, а затем и его сыновей Анарауда и Каделла, а также Викингов, которые зимовали в Кватфорде (ныне Бриджнорт, что в Шропшире), из-за чего он был вынужден около 885 (или 896) года признать себя вассалом короля Уэссекса Альфреда Великого.
В 885 году Элисед умер. Возможно ему наследовал его сын Теудур, который упоминается как король Брихейниога во второй четверти X века.